# Rutilia
La lex Rutilia va ser una antiga llei romana adoptada cap a l'any 362 aC a instàncies del cònsol segons les fonts (però més probablement tribú de la plebs) Gai Rutili Rufus, que disposava que el cònsol de cada any nomenaria la meitat dels tribuns militars i el poble en els comicis l'altra meitat. D'aquí van venir els noms de Rútuls i Rúfuls que es donaven als tribuns escollits pels cònsols.